# Ivanovci (Čaglin)
Ivanovci is een plaats in de gemeente Čaglin in de Kroatische provincie Požega-Slavonië. De plaats telt 18 inwoners (2001).